# André Hoffmann (rychlobruslař)
André Hoffmann (* 11. srpna 1961 Berlín) je bývalý východoněmecký rychlobruslař.
Na mezinárodní scéně debutoval na Mistrovství Evropy 1982, kde skončil na 14. místě. Světového vícebojařského šampionátu se poprvé zúčastnil v roce 1983 (22. příčka). Startoval na Zimních olympijských hrách 1984, kde se umístil nejlépe pátý v závodě na 1000 m; na tratích 500 m a 1500 m skončil shodně na 11. místě. Mistrovství Evropy 1985 dokončil na páté příčce, o rok později byl šestý. V roce 1985 se premiérově zúčastnil sprinterského mistrovství světa (13. místo), v roce 1986 poprvé startoval v závodech prvního ročníku Světového poháru, přičemž jeho celkové hodnocení na trati 1500 m v sezóně 1987/1988 vyhrál. Největšího úspěchu dosáhl na zimní olympiádě 1988, kde vybojoval na distanci 1500 m zlatou medaili; v závodě na 500 m dobruslil na 21. příčce, na kilometru byl patnáctý. Sezónu 1989/1990 zakončil 24. místem na Mistrovství světa ve sprintu, poté ukončil aktivní sportovní kariéru.